# 오덴플란역
오덴플란(스웨덴어: Odenplan) 역은 바사스탄 지구에 있는 스톡홀름 지하철 그뢰나 선의 역이다. 오덴플란 광장과 베스트만나가탄 사이의 카를베리스베옌 상에 역이 있다. 지하 9m에 승강장이 있으며, 역 내 집표기들은 두 곳으로 나뉘어 설치되어 있다. 1952년 10월 26일 개업하였고, 카를베리스베옌 북쪽 방면 출입구는 1961년 12월 22일 개통되었다.
역 북쪽에 회차선이 있으며, 일부 열차는 이 역에서 회차한다. 스톡홀름 통근 열차의 도심 노선이 지하로 이설되면 이 역과 환승될 예정이다.
1963년부터 1989년까지는 스톡홀름 노면 전차 박물관이 승강장 아래에 있는 방공호에 있었다. 이후 쇠데르말름에 있는 현재 위치로 이전하였다. 역 내의 미술 작품은 여러 학교의 학생들의 졸업 작품이 전시되어 있으며, 약 3개월 주기로 교체된다.

## 인접한 역
| 그뢰나 선                            | 그뢰나 선       | 그뢰나 선                                                   |
| ------------------------------------ | --------------- | ----------------------------------------------------------- |
| 상트 에릭스플란 헤셀뷔 스트란드 방면 | T17 · T18 · T19 | 로드만스가탄 스카르프넥 · 파르스타 스트란드 · 학세트라 방면 |